# Juan Luis Mas
Juan Luis Mas (n. 7 de julio de 1971 en Oviedo, Asturias) es un presentador de televisión español.

## Biografía
Licenciado en Derecho, se inició como profesional del periodismo en Radio Vetusta, emisora municipal de Oviedo, como redactor y locutor de deportes. Tiempo después pasa a narrar partidos del Real Oviedo para la emisora Radio Nalón-Cadena Radio Voz, y ficha más tarde por la cadena Onda Cero Radio, como redactor y locutor de deportes en Oviedo. Su primer contacto con la televisión llegó con TeleAsturias, cadena privada en la que trabajará como redactor y presentador de Informativos. Los dos últimos años en este canal, coordinó y presentó además el programa deportivo "El Desmarque". En mayo de 2006 es contratado por la productora Zebrastur  Archivado el 12 de julio de 2012 en Wayback Machine., para presentar el programa Conexión Asturias en la RTPA,  la Televisión Pública del Principado de Asturias. En febrero de 2007, presenta en esta misma cadena el magazín matutino diario "Con 2 de Azúcar" , en el que permanecerá hasta el último día de 2008. Con la llegada de un nuevo año, asume el reto de unirse al equipo de reporteros del programa Conexión Asturias. En enero de 2010 le ofrecen presentar el programa semanal "La Gran Noche de Terapia" , los lunes a partir de las 22'00 horas, desempeñando esta labor hasta el 31 de mayo de 2010, fecha de finalización de este espacio. Reanudó de nuevo labores de reportero para Conexión Asturias hasta el 8 de abril de 2013, fecha en la que comenzó a presentar  en la TPA el concurso diario Date una Vuelta en el 'prime-time' de la cadena, y que se emitió hasta finalizar ese mismo año. En marzo de 2014, vuelve a la radio para presentar  "Cambio de Juego" en la RPA,  la radio autonómica asturiana, una tertulia deportiva nocturna de lunes a viernes producida por Cronistar Producciones . Tiempo más tarde, presentará durante 2015 y los primeros meses de 2016 el magazín radiofónico  "La Buena Tarde", un programa diario de 4 horas de duración en la franja vespertina de la parrilla de RPA. Sin perder el contacto con la televisión asturiana, ese mismo verano de 2015 presenta el programa "De Hoy No Pasa", proyecto en el que repetirá al verano siguiente. Fruto del paso por este último programa, reanuda su vínculo profesional con la productora Zebrastur y se integra de nuevo como reportero en Conexión Asturias, en mayo de 2016.

## Trayectoria TV
- Reportero Conexión Asturias (TPA) desde mayo de 2016 hasta la actualidad.
- Presentador magacín tardes "DeHoyNoPasa" Verano de 2015 y 2016.
- Presentador concurso "Date una Vuelta" desde abril hasta diciembre de 2013.
- Reportero Conexión Asturias (TPA) desde junio de 2010 hasta marzo de 2013.
- Presentador "La Gran Noche de Terapia" desde febrero hasta junio de 2010.
- Reportero Conexión Asturias (TPA) desde enero de 2009 hasta enero de 2010.
- Presentador magacín "Con 2 de Azúcar" (TPA) desde febrero de 2007 hasta diciembre de 2008
- Presentador Conexión Asturias (TPA) desde junio de 2006 hasta febrero de 2007.
- Presentador "Palmo a palmo" (TPA)desde junio hasta diciembre de 2006
- Presentador galas "La mejor canción asturiana" (2007), y "Yes un artista" (2008)
- Presentador "Un año de TPA" (2007)
- Coordinador y presentador programa deportes "El Desmarque" (Teleasturias) 2003 a 2006
- Redactor y presentador Informativo "08:00 A.M. Asturias" (Teleasturias) 2003.
- Redactor y presentador de Informativos "Redacción Teleasturias" (Teleasturias),2001 a 2003
- Presentador "En Detalle" y "Mobile Sport", Teleasturias (2001)
- Presentador y locutor transmisión partidos fútbol Real Oviedo y Real Sporting de Gijón (2001 a 2006)

## Trayectoria Radio
- Presentador magacine 'LA BUENA TARDE' RPA (2015-16)
- Presentador Tertulia deportiva 'CAMBIO DE JUEGO' RPA (2014)
- Colaborador Deportes Radio Asturias-SER (2010 a 2012)
- Redactor y presentador Deportes Onda Cero Radio (Oviedo) Temporada 1999-2000
- Redactor, presentador y locutor Deportes Radio Nalón (Radio Voz)(1999)
- Redactor, presentador y locutor Deportes Radio Vetusta,(1998)

## Trayectoria Prensa
- Redactor de deportes en OviedoDiario (desde 2003 en varias etapas)
- Redactor de deportes en Sportmanía (2001 a 2003)
- Redactor Diario AS -corresponsal Oviedo- (2001)

## Premios y reconocimientos
- Premio ATR ASTURIAS 2003-04 a 08:00 A. m. Asturias (TeleAsturias).Mejor Informativo de TV en Asturias.
- Premio ATR ASTURIAS 2006-07 a Conexión Asturias (TPA). Mejor programa de TV en Asturias.